# Ray Marioni
Ray Marioni (* 1933 in London, England, Vereinigtes Königreich) ist ein britischer Schauspieler. Er war seit Ende der 1950er Jahre vor allem in Fernsehproduktionen zu sehen. Sein Schaffen umfasst mehr als 80 Produktionen.

## Filmografie (Auswahl)
- 1962: Flucht aus dem Dunkel (Guns of Darkness)
- 1974: James Bond 007 – Der Mann mit dem goldenen Colt (The Man with the Golden Gun)
- 1983: Betrug (Betrayal)
- 1984: Fröhliche Weihnachten (Don't Open Till Christmas)
- 1989: Liebe, Rache, Cappuccino (Queen of Hearts)